# Liste der Monuments historiques in Notre-Dame-de-Monts
Die Liste der Monuments historiques in Notre-Dame-de-Monts führt die Monuments historiques in der französischen Gemeinde Notre-Dame-de-Monts auf.

## Liste der Bauwerke
| Bezeichnung         | Beschreibung              | Standort          | Kennzeichnung | Schutzstatus | Datum | Bild           |
| ------------------- | ------------------------- | ----------------- | ------------- | ------------ | ----- | -------------- |
| Canal de la Taillée | Erbaut im 18. Jahrhundert | Le Pommier (Lage) | PA00110187    | Inscrit      | 1988  | weitere Bilder |